# Пуксиб
Пу́ксиб — село в Косинском районе Пермского края. Входит в состав Косинского сельского поселения. Располагается южнее районного центра, села Коса. Расстояние до районного центра составляет 20 км. По данным Всероссийской переписи населения 2010 года, в селе проживало 354 человека (154 мужчины и 200 женщин).

## История
Согласно местным легендам, основано мифическим героем Пуксей, сыном богатыря Перы или, по более поздней версии, библейского Адама. Его братьями были Юкся, Чадз и Бач — основатели сёл Юксеево, Чазёво и Бачманово соответственно.
До Октябрьской революции населённый пункт Пуксиб входил в состав Косинской волости, а в 1927 году — в состав Пуксибского сельсовета. По данным переписи населения 1926 года, в селе насчитывалось 145 хозяйств, проживало 779 человек (362 мужчины и 417 женщин). Преобладающая национальность — коми-пермяки. Действовала школа первой ступени.
По данным на 1 июля 1963 года, в селе проживало 553 человека. Населённый пункт входил в состав Пуксибского сельсовета.